# Kanemsko carstvo
Kanemsko carstvo (Bornujsko carstvo, Kanem–Bornu carstvo) postojalo je u oblastima koje su sada deo Čada i Nigerije. Arapskim geografima bilo je poznato kao Kanemsko carstvo od 8. veka i trajalo je kao samostalno kraljevstvo Bornu (Bornujsko carstvo) sve do 1900. Kanemsko carstvo (oko 700–1380) nalazilo se u sadašnjim teritorijama Čada, Nigerije i Libije. Na svom vrhuncu obuhvalo je područje koje pokriva ne samo veći deo Čada, već i delove južne Libije (Fezan) i istočnog Nigera, severoistočne Nigerije i severnog Kameruna. Bornujsko carstvo (1380 - 1893) bilo je država u sadašnjoj severoistočnoj Nigeriji, vremenom postajući još veća od Kanema, obuhvatajući područja koja su danas delovi Čada, Nigera, Sudana i Kameruna. Rana istorija carstva uglavnom je poznata iz Kraljevske hronike ili Girgama koju je 1851. otkrio nemački istraživač Hajnrih Bart.

## Teorije o poreklu Kanema
Kanem je bio smešten na južnom kraju transsaharske trgovačke rute između Tripolija i regiona jezera Čad. Pored urbane elite, takođe je obuhvatao konfederaciju nomadskih naroda koji su govorili jezike grupe teda-daza (tubu).
U 8. veku Vahb ibn Munabih je koristio Zagavu za opisivanje grupe teda-tubu, u najranijoj upotrebi tog etničkog imena. Muhamed ibn Musa el Horezmi takođe pominje Zagavu u 9. veku, kao što učinio i Ibn el Nadim u svom Kitab el Fihristu u 10. veku. Kanem dolazi od anem, što znači južno u jeziku teda i kanura, pa otuda i geografski pojam. Tokom prvog milenijuma, kako je Sahara prolazila kroz isušivanje, ljudi koji govore kanemski jezik migrirali su u Kanem na jugu. Ova grupa je doprinela formiranju Kanurijskog naroda. Kanurske tradicije navode da je Zagavska dinastija predvodila grupu nomada zvanih Magumi.
Isušišenje Sahare rezultiralo je dvama grupama naselja, onima koji govore teda-daza jezik severoistočno od jezera Čad, i onima koja govore čadski zapadno od jezera u Bornu i hauske zemlje.‍:164

### Osnivanje lokalnog Kanema (Dugua) oko 700. godne
Poreklo Kanema je nejasno. Prvi istorijski izvori pokazuju da je kraljevstvo Kanem počelo da se formira oko 700. godine pod nomadskim Kanemima koji su govorili tebski jezik. Smatra se da su oni bili prisiljeni da migriraju na jugozapad prema plodnim zemljama oko jezera Čad usled političkog pritiska i isušivanja njihovog nekadašnjeg opsega. To područje je već imalo nezavisne gradove-države opasane bedemima koji su pripadali Sao kulturi. Pod vodstvom Dugovske dinastije, kanemski narod je vremenom uspostavio dominaciju nad starosedeocima, ali ne pre nego što su usvojili mnoge njihove običaje. Sukobi između ta dva naroda nastavili se do kraja 16. veka.

### Difuzionističke teorije
Naučnik Dirk Lange je predložio drugu teoriju koja je zasnovana na difuzionističkoj ideologiji. Naučna zajednica je ekstenzivno kritikovala ovu teoriju, jer nije podržana direktnim i jasnim dokazima. Lange povezuje stvaranje Kanem-Bornua s egzodusom srušenog Asirskog carstva oko 600. godine pne severoistočno od jezera Čad. On je takođe predlaže da je izgubljena država Agisima (koju je Ptolemej spomenuo sredinom II veka) bila prethodnica Kanemskog carstva.

## Duguvanska dinastija (700-1086)
Kanem je bio povezan prekosaharskom trgovinskom rutom sa Tripolijem preko Bilme u Kavaru. Robovi su se uvozili s juga duž ove trase.‍:171
Prema kanurskom predanju Sajf b. Di Jazan je uspostavio dinastičku vlast nad nomadskim Magumima oko 9. ili 10. veka, kroz sveto kraljevstvo. Tokom sledećeg milenijuma Majsi su vladali Kanurima, što je obuhvatalo Ngalaga, Kangu, Kaji, Kuburi, Kaguva, Tomagra i Tubu plemena.‍:165–168
Kanem se spominje kao jedno od tri velika kraljevstava u Bilad el Sudanu, radu geografa El Jakobija iz 872. godine. On opisuje kraljevstvo „Zagava koji žive u mestu zvanom Kanim”, koje je obuhvatalo nekoliko vazalskih kraljevstava, i navodi da su „njihova prebivališta kolibe napravljene od trske i nemaju gradova.” Živeći kao nomadi, njihova konjica im je davala vojnu superiornost. U 10. veku, al-Muhalabi pominje dva grada u kraljevstvu, od kojih je jedan bio Manan. Njihov kralj je smatran božanskim, i verovalo se da on može „doneti život i smrt, bolest i zdravlje”. Bogatstvo se merilo u stoci, ovcama, govedima, kamilama i konjima. Od Al-Bakrija u 11. veku nadalje, kraljevstvo se naziva Kanem. U 12. veku Muhamed el Idrisi je opisao Manan kao „mali grad bez ikakve industrije i sa malo trgovine”. Ibn Said al-Magribi opisuje Manan kao glavni grad Kanemskog kraljevsta u 13. veku, a Kanem kao moćno muslimansko kraljevstvo.

## Literatura
- Alkali, Nur; Usman, Bala, ур. (1983). Studies in the History of Pre-Colonial Borno. Zaria: Northern Nigerian Publishing.
- Barkindo, Bawuro (1985). „The early states of the Central Sudan: Kanem, Borno and some of their neighbours to c. 1500 AD.”.  Ур.: Ajayi, J.; Crowder, M. History of West Africa. I (3rd изд.). Harlow. стр. 225—254.
- Barth, Heinrich (1858). Travel and Discoveries in North and Central Africa. vol. II. New York. стр. 15—29, 581—602.
- Brenner, Louis (1973). The Shehus of Kukawa. Oxford.
- Collelo, Thomas, ур. (1988). „Kanem-Borno”. Chad: A Country Study. Washington: GPO for the Library of Congress.
- Dewière, Rémi (2013). „Regards croisés entre deux ports de désert”. Hypothèses: 383—93.
- Cohen, Ronald (1967). The Kanuri of Bornu. New York.
- Hallam, W. (1977). The life and Times of Rabih Fadl Allah. Devon.
- Hiribarren, Vincent (2017). A History of Borno: Trans-Saharan African Empire to Failing Nigerian State. London: Hurst & Oxford University Press.
- Hughes, William (2007). A Class-Book of Modern Geography (Paperback изд.). Whitefish, MT: Kessinger Publishing. стр. 390 Pages. ISBN 978-1-4326-8180-7.
- Lange, Dierk (1977). Le Dīwān des sultans du Kanem-Bornu. Wiesbaden.
- —— (1987). A Sudanic Chronicle: The Borno Expeditions of Idris Alauma (1564–1576). Stuttgart.
- —— (1993). „Ethnogenesis from within the Chadic state” (PDF). Paideuma. 39: 261—277.
- —— (1988). „The Chad region as a crossroads” (PDF).  Ур.: Elfasi, M. General History of Africa. vol. III. London: UNESCO. стр. 436—460.
- —— (1984). „The kingdoms and peoples of Chad” (PDF).  Ур.: Niane, D. T. General History of Africa. vol. IV. London: UNESCO. стр. 238—265.
- —— (2010). „Borno Museum Society Newsletter” (PDF). An introduction to the history of Kanem-Borno: The prologue of the Dīwān. 76–84: 79—103.
- —— (2011). The Founding of Kanem by Assyrian Refugees ca. 600 BCE: Documentary, Linguistic, and Archaeological Evidence (PDF). Boston.
- Lavers, John (1993). „Adventures in the chronology of the states of the Chad basin”.  Ур.: Barreteau, Daniel; de Graffenried, Charlotte. Dating and chronology in the lake Chad basin. presented at the Datation et chronologie dans le bassin du lac Tchad. Bondy: Orstom. стр. 255—67.
- Levtzion, Nehemia; Hopkins, John (1981). Corpus of Early Arabic Sources for West African History. Cambridge.
- Nachtigal, Gustav (1967). Sahara und Sudan. Превод: Fisher, Humphrey (Reprint изд.). Graz.
- Oliver, Roland; Atmore, Anthony (2005). Africa Since 1800 (Fifth изд.). Cambridge: Cambridge University Press. ISBN 978-0-521-83615-9.
- Shillington, Kevin (2005). Encyclopedia of African History Volume 1 A–G. New York: Routledge. ISBN 978-1-57958-245-6.
- Trimingham, Spencer (1962). A History of Islam in West Africa. Oxford.
- Van de Mieroop, Marc (2007). A History of the Ancient Near East (2nd изд.). Oxford.
- Zakari, Maikorema (1985). Contribution à l'histoire des populations du sud-est nigérien. Niamey.
- Zeltner, Jean-Claude (1980). Pages d'histoire du Kanem, pays tchadien. Paris.
- Barkindo, Bawuro (1985). „The early states of the Central Sudan: Kanem, Borno and some of their neighbours to c. 1500 A.D.”.  Ур.: Ajayi, J.; Crowder, M. History of West Africa. I (3rd изд.). Harlow. стр. 225—254. ISBN 978-0-582-64683-4.
- Dewière, Rémi (2017). Du lac Tchad à La Mecque. Le sultanat du Borno et son monde (16-17e siècle). Paris: Publication de la Sorbonne.
- Dewière, Rémi (2019). „Peace Be upon Those Who Follow the Right Way”: Diplomatic Practices between Mamluk Cairo and the Borno Sultanate at the End of the Eighth/Fourteenth Century”. Mamluk Cairo, a Crossroads for Embassies: Studies on Diplomacy and Diplomatics. Brill. стр. 658—684.
- Lange, Dierk (1977). Le Dīwān des sultans du Kanem-Bornu. Wiesbaden. ISBN 978-3-515-02392-4.
- Abdullahi Smith: The early states of the Central Sudan, in: J. Ajayi and M. Crowder (ed.), History of West Africa, vol. I, 1st ed., London, 1971, 158-183.
- Yves Urvoy: L'empire du Bornou, Paris 1949.
- Barth, Heinrich (1858). "Chronological table, containing a list of the Sefuwa", in: Travel and Discoveries in North and Central Africa. Vol. II, New York, 581-602.
- Levtzion, Nehemia (1978):"The Saharan and the Sudan from the Arab conquest of the Maghrib to the rise of the Almoravids", in: J. D. Fage (ed.), The Cambridge History of Africa, vol. II, Cambridge 1978, pp. 637–684.
- Palmer, Herbert Richmond (1936). Bornu Sahara and Sudan. London.
- Stewart, John (1989). African States and Rulers: An encyclopedia of Native, Colonial and Independent States and Rulers Past and Present. Jefferson, NC: McFarland & Company, Inc., Publishers. стр. 395 Pages. ISBN 978-0-89950-390-5.
- Urvoy, Yves (1941). "Chronologie du Bornou", Journal de la Société des Africanistes, 11, 21-31.